# 寒川雲晁
寒川 雲晁（さむかわ うんちょう、文政6年（1823年） - 明治40年（1907年）8月31日）は江戸時代末から明治の画家。名は輝久、別に泰平居とも称する。

## 経歴
吉田正義の子として文政6年（1823年）に江戸で生まれる。伯父の寒川養齋の養子となり、木挽町の狩野派門人であった養父のほか谷文晁、大岡雲峰他に画を学ぶ。
住まいは浅草区三筋丁。明治初めに民部省、内務省等に出仕したのち辞官、もっぱら絵の道に精進する。ところが世におもねることを嫌い、晩年は本所区北新堀に閑居した。趣味の旅行のほか、狂歌をたしなんだ。
養女トクの婿に迎えた大林芳蔵は、門弟の関谷雲崖と同郷で栃木県那須郡出身である。
明治40年（1907年）8月31日、85歳で歿。戒名は法眼雲晁寒川源輝久居士。墓所は天台宗薬王山医王寺東光院（東京都台東区西浅草3-11-2）。

## 門弟
1. 永井雲濤[5]　慶応元年（1865）江戸生まれ。
2. 関谷雲崖[6]　明治13年（1880）栃木県生まれ。後に小室翠雲の門下に入り、日本南画院同人。

## 作品
- 大絵馬「盟神探湯（くがたち）の図」（輝久名）、明治3年（1870）、浅草寺蔵[7]。桐板絵、183cm×354cm。48歳の作[注釈 4]
- 「長生殿図」（雲晁名）、明治18年（1885）、個人蔵。掛軸紙本彩色。63歳の作

### 註
1. ↑  芳蔵の前戸主の戸籍謄本に墨田区厩橋3丁目の記載があり、字義どおりの「北新堀丁」なら中央区である。本所区北新町は現在の東駒形、本所（旧厩橋）にあたることから、住居は北新町と推定[3]。
2. ↑  日露戦争から帰った芳蔵を雲崖が気に入り、縁組の仲立ちをしたという。
3. ↑  医王寺東光院は慈覚大師の草創で、局沢（現皇居吹上御苑付近）に天長年間（824–330）に結ばれ、開基は大師の高弟光尊阿闍梨と伝わる。太田道灌築城の際本尊薬師如来を鬼門除けとし、徳川家康の入府後は盤橋御門北、小伝馬町へ、さらに振袖火事で現在地へ引寺。

慶応4年（1868年）上野戦争の折、山内を逃れた輪王寺宮を一晩匿ったため、新政府より数々の圧迫を受けた経緯がある。小伝馬町時代には、浅草寺、観理院（日枝神社別当）とともに江戸天台宗大寺三か寺に数えられた。
4. ↑  列品解説26に「…画法を父および大岡雪峰に学んだ…」とあるが〈雲峰〉の誤り。